# Martin J. Taylor
Sir Martin J. Taylor (* 18. Februar 1952 in Leicester) ist ein britischer Mathematiker, der sich mit algebraischer Zahlentheorie und arithmetischer Geometrie befasst.

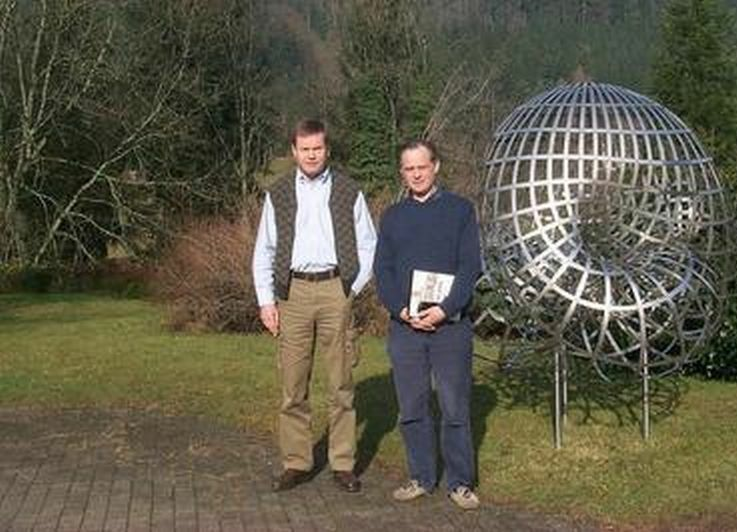
Martin J. Taylor (rechts) mit Jürgen Ritter, Oberwolfach 2002

Er studierte an der Universität Oxford (Bachelor 1973, Pembroke College) und wurde 1977 am King’s College London bei Albrecht Fröhlich promoviert (Galois module structure of the ring of integers of l-extensions). Er war am Trinity College in Cambridge, bevor er 1986 Professor an der University of Manchester wurde. Seit 2010 ist er Warden am Merton College der Universität Oxford.
1980 bewies er eine grundlegende Vermutung von Fröhlich über die Galoismodulstruktur des Rings der ganzen Zahlen in algebraischen Zahlkörpern.
1982 erhielt er den Junior Whitehead-Preis und 1983 den Adams-Preis. 1998 bis 2000 war er Präsident der London Mathematical Society. Er ist Fellow der Royal Society (1996).
Er ist Ehrendoktor der Universität Bordeaux, der University of East Anglia und der University of Leicester. 2009 wurde er als Knight Bachelor geadelt.

## Schriften
- On Fröhlich’s conjecture for rings of integers of tame extensions. In: Inventiones Mathematicae. Band 63, Nr. 1, 1981, S. 41–79.
- Classgroups of group rings. (= London Mathematical Society. Lecture Note Series. 91). Cambridge University Press, Cambridge u. a. 1984, ISBN 0-521-27870-8.
- mit Philippe Cassou-Nougès: Rings of integers and elliptic functions (= Progress in Mathematics. 66). Birkhäuser, Boston MA u. a. 1987, ISBN 3-7643-3350-2.
- mit Albrecht Fröhlich: Algebraic number theory (= Cambridge Studies in Advanced Mathematics. 27). Cambridge University Press, Cambridge u. a. 1991, ISBN 0-521-36664-X.
- mit Klaus W. Roggenkamp: Group rings and class groups (= DMV-Seminar. 18). Birkhäuser, Basel u. a. 1992, ISBN 3-7643-2734-0.
- als Herausgeber mit John Coates: L-functions in arithmetic (= London Mathematical Society. Lecture Notes Series. 153). Cambridge University Press, Cambridge u. a. 1991, ISBN 0-521-38619-5 (Durham Symposium 1989).